# Чемпионат СССР по водному поло 1955
XV чемпионат СССР по водному поло проходил с 4 по 14 декабря 1955 года в Москве. Чемпионское звание впервые в истории выиграло московское «Динамо».

## Общая информация
Медали чемпионата разыграли 10 команд первой группы в ходе кругового турнира. Матчи прошли в новом бассейне ЦСК МО на Ленинградском шоссе — первом в СССР 50-метровом крытом бассейне с трибунами на 2000 зрителей, введённом в эксплуатацию 26 февраля 1955 года. Сооружение было снесено в апреле 2022 года.
В третий раз (ранее — в 1951 и 1953 годах) весь пьедестал заняли команды из столицы, причём «Динамо» впервые стало чемпионом, а «Буревестник», представляющий МГУ, впервые попал в призёры благодаря победе в последнем матче турнира над прошлогодним чемпионом — командой ЦСК МО. «Торпедо» заняло второе место, опередив в турнирной таблице «Буревестник» лишь по лучшему соотношению забитых и пропущенных мячей (1,286 против 1,211).

## Турнирная таблица
|                                | 1   | 2   | 3   | 4   | 5   | 6   | 7   | 8   | 9   | 10  | И | В | Н | П | М     | О  |
| ------------------------------ | --- | --- | --- | --- | --- | --- | --- | --- | --- | --- | - | - | - | - | ----- | -- |
| 1. «Динамо» (Москва)           |     | 4:1 | 4:1 | 4:2 | 7:1 | 3:3 | 3:4 | 7:3 | 5:1 | 4:1 | 9 | 7 | 1 | 1 | 41:17 | 15 |
| 2. «Торпедо» (Москва)          | 1:4 |     | 3:3 | 3:2 | 1:1 | 2:1 | 2:0 | 2:2 | 2:1 | 2:0 | 9 | 5 | 3 | 1 | 18:14 | 13 |
| 3. «Буревестник» (Москва)      | 1:4 | 3:3 |     | 2:1 | 3:3 | 2:2 | 2:1 | 3:2 | 3:2 | 4:1 | 9 | 5 | 3 | 1 | 23:19 | 13 |
| 4. ЦСК МО (Москва)             | 2:4 | 2:3 | 1:2 |     | 4:2 | 3:2 | 2:1 | 3:2 | 2:1 | 4:2 | 9 | 6 | 0 | 3 | 23:19 | 12 |
| 5. «Буревестник» (Киев)        | 1:7 | 1:1 | 3:3 | 2:4 |     | 3:2 | 1:0 | 0:0 | 2:1 | 4:0 | 9 | 4 | 3 | 2 | 17:18 | 11 |
| 6. «Буревестник» (Ленинград)   | 3:3 | 1:2 | 2:2 | 2:3 | 2:3 |     | 2:2 | 3:1 | 6:3 | 1:0 | 9 | 3 | 3 | 3 | 22:19 | 9  |
| 7. «Водник» (Ленинград)        | 4:3 | 0:2 | 1:2 | 1:2 | 0:1 | 2:2 |     | 2:2 | 5:3 | 3:0 | 9 | 3 | 2 | 4 | 18:17 | 8  |
| 8. ККФ (Баку)                  | 3:7 | 2:2 | 2:3 | 2:3 | 0:0 | 1:3 | 2:2 |     | 4:2 | 0:1 | 9 | 1 | 3 | 5 | 16:23 | 5  |
| 9. «Трудовые резервы» (Москва) | 1:5 | 1:2 | 2:3 | 1:2 | 1:2 | 3:6 | 3:5 | 2:4 |     | 7:1 | 9 | 1 | 0 | 8 | 21:30 | 2  |
| 10. «Динамо» (Тбилиси)         | 1:4 | 0:2 | 1:4 | 2:4 | 0:4 | 0:1 | 0:3 | 1:0 | 1:7 |     | 9 | 1 | 0 | 8 | 6:29  | 2  |

## Матчи
1-й тур
- ЦСК МО — «Динамо» Тб — 4:2
- «Динамо» М — «Буревестник» Л — 3:3
- «Водник» — «Трудовые резервы» — 5:3
- ККФ — «Торпедо» — 2:2
- «Буревестник» К — «Буревестник» М — 3:3

2-й тур
- «Водник» — «Динамо» Тб — 3:0
- «Буревестник» Л — «Трудовые резервы» — 6:3
- «Динамо» М — ККФ — 7:3
- «Торпедо» — «Буревестник» М — 3:3
- ЦСК МО — «Буревестник» К — 4:2

3-й тур
- ККФ — «Трудовые резервы» — 4:2
- «Динамо» М — «Буревестник» М — 4:1
- «Торпедо» — «Буревестник» К — 1:1
- «Буревестник» Л — «Динамо» Тб — 1:0
- ЦСК МО — «Водник» — 2:1

4-й тур
- «Торпедо» — ЦСК МО — 3:2
- «Буревестник» М — «Трудовые резервы» — 3:2
- «Динамо» М — «Буревестник» К — 7:1
- «Динамо» Тб — ККФ — 1:0
- «Буревестник» Л — «Водник» — 2:2

5-й тур
- «Буревестник» М — «Динамо» Тб — 4:1
- «Динамо» М — «Торпедо» — 4:1
- «Буревестник» К — «Трудовые резервы» — 2:1
- ЦСК МО — «Буревестник» Л — 3:2
- «Водник» — ККФ — 2:2

6-й тур
- «Динамо» М — ЦСК МО — 4:2
- «Торпедо» — «Трудовые резервы» — 2:1
- «Буревестник» К — «Динамо» Тб — 4:0
- «Буревестник» М — «Водник» — 2:1
- «Буревестник» Л — ККФ — 3:1

7-й тур
- «Буревестник» К — «Водник» — 1:0
- ЦСК МО — ККФ — 3:2
- «Динамо» М — «Трудовые резервы» — 5:1
- «Буревестник» М — «Буревестник» Л — 2:2
- «Торпедо» — «Динамо» Тб — 2:0

8-й тур
- «Торпедо» — «Водник» — 2:0
- «Буревестник» К — «Буревестник» Л — 3:2
- ЦСК МО — «Трудовые резервы» — 2:1
- «Динамо» М — «Динамо» Тб — 4:1
- «Буревестник» М — ККФ — 3:2

9-й тур
- «Торпедо» — «Буревестник» Л — 2:1
- «Трудовые резервы» — «Динамо» Тб — 7:1
- «Водник» — «Динамо» М — 4:3
- ККФ — «Буревестник» К — 0:0
- «Буревестник» М — ЦСК МО — 2:1

## Призёры
«Динамо» (Москва): Нодар Гвахария, Василий Карманов, Анатолий Карташов, Николай Мальцев, Пётр Мшвениерадзе, Михаил Рыжак, Зураб Чачава, Юрий Шляпин. Тренер — Николай Малин.
 «Торпедо»: Виктор Агеев, Юрий Ефимов, Игорь Затевахин, Виталий Коган, Е. Лебедев, Рэм Медведев, В. Скворцов. Тренер — Иван Штеллер.
 «Буревестник» (Москва): Борис Ильин, Виктор Калядин, Вячеслав Куренной, Алексей Мусаткин, Виктор Пирейко, Владимир Рашмаджян, Владимир Семёнов, Борис Чернышёв. Тренер — Андрей Кистяковский.